# Heuvel en Dael
Heuvel en Dael, later Vosseveld was een buitenplaats aan de Birkstraat 84 in Soest. Schuin tegenover het huis stond het buitenverblijf  Hofslot.
In 1654 werd de buitenplaats aangelegd door de Amsterdamse bankier Guillelmo Bartolotti. De naam is een verwijzing naar de reliëfrijke omgeving, maar ook naar Bartolotti's oude familienaam Van den Heuvel. Het huis had toen een souterrain en bij de toegang stond een poortgebouw. In 1693 kwam zijn dochter Jacoba Victoria (1639-1718) in Heuvel en Dael wonen. Jacoba was toen weduwe geworden van de diplomaat en oud-burgemeester van Amsterdam, Coenraad van Beuningen.
Midden achttiende eeuw was de buitenplaats reeds in verval. De omgrachte boerderij met de naam Vosseveld die later op het terrein stond, werd begin 20e eeuw gesloopt. Op het terrein kwamen een aantal villa's. In 1920 werd een nieuw herenhuis met de naam Vosseveld gebouwd. Dit nieuwe Vosseveld werd later een vakantiekolonie van de vereniging Trein 8.28 H.IJ.S.M. Hier logeerden zieke en zwakke kinderen uit de mindergegoede klasse. In Vosseveld werd in de zeventiger jaren van de 20ste eeuw een afdeling Kinder- en jeugdpsychiatrie gevestigd van het Academisch Ziekenhuis uit Utrecht (het latere UMC-Utrecht).

## Bewoners
- 1654 - Guillelmo Bartolotti x Jacoba van Erp
- - 1718 Jacoba Victoria Bartolotti van den Heuvel
- 1735 - Joachim de Swart
- - 1759 weduwe van Joachim de Swart
- 1920 - jhr. P.J.H. Röell
- Trein 8.28 H.IJ.S.M.